# 城戸まどか
城戸 まどか（きど まどか、10月14日 - ）は、日本の女性声優。奈良県出身。賢プロダクション所属。

## 略歴
ドキュメンタリー番組が好きで、ナレーションや声の芝居に興味を持ち声優を志した。

## 人物
特技は関西弁、ハンドドリップ（コーヒー）、卓球。趣味は食べ歩き、読書、ラジオを聞くこと。
好きな食べ物はお米、玉子、乳製品。
ご当地銘菓、特に餅菓子には目がない。
鳥派であり、文鳥を愛している。犬好きでもあり、将来の夢は大型犬を洗うこと。

## 出演
太字はメインキャラクター。

### テレビアニメ
- 色づく世界の明日から（2018年、女子生徒）
- ARP Backstage Pass（2020年、小学校の教師）
- 名探偵コナン 本庁の刑事恋物語〜結婚前夜〜（2022年、越水映子、女の子、男の子B）
- ひろがるスカイ!プリキュア（2023年、市民、生徒、少女、女子、プニバード族 他）
- スキップとローファー（2023年、女子生徒、玉木）
- クレヨンしんちゃん（2024年、客F）

### 劇場アニメ
- ジョゼと虎と魚たち（2020年）
- 映画 ヒーリングっど♥プリキュア ゆめのまちでキュン!っとGoGo!大変身!!（2021年）
- フラ・フラダンス（2021年）
- 劇場版 うたの☆プリンスさまっ♪ マジLOVEスターリッシュツアーズ（2022年）
- すずめの戸締まり（2022年）

### Webアニメ
- ドラゴン娘になりたくないっ!（2023年 - 2025年、サーヴァ・K・ゼオス[3]）

### ゲーム
- ガールフレンド（仮）（女性生徒）
- グランブルーファンタジー
- セブンナイツ2（2021年）
- ファイナルファンタジーVII リバース（2024年）

### 吹き替え

#### 映画
- 悪魔はいつもそこに（スージー・コックス、リースターの娘）
- ヴォルーズ
- ホーム・アローン2（スチュワーデス、子供）※BS版

#### ドラマ
- サーキット・ブレーカー（ローガン、機械音声）
- セレブリティ（イ・ソニョン）
- マリブレスキューチーム  ネクストウェーブ（イジー、カーリ）
- ロスト・イン・スペース シーズン3（入植者女）

#### アニメ
- ウォーリーをさがせ!（2021年）
- カンフー・パンダ: 龍の戦士たち（2022年）

### ボイスオーバー
- 口を揃えた怖い話
- The Wine Show -極上のワインに魅せられて-
- ジェレミー・クラークソン農家になる / CLARKSON'S FARM
- Return To Shark Vortex（ローレン）
- ワールド極限ミステリー

### ナレーション
- サンエルホーム
- 昭栄建設 会社紹介ナレーション
- 日立ビルシステム 社内用映像ナレーション
- ベルニクス
- ポラテック セミナーナレーション
- YKK AP リモコンシャッター啓蒙動画

### ボイスコミック
- 怨霊奥様（近藤巴）
- タイムスリップオタガール（女子 他）
- つばめティップオフ!（朝川エミ、敵）